# 그리스의 미술
그리스 미술은 광의로 해석하면 선사시대의 크레타와 미케네의 미술을 포함하며, 보통 그리스 미술이라고 할 때, 일반적으로는 아르카이크 시기 이후부터 헬레니즘 시기에 이르는 미술을 가리킨다.

## 개요
그리스 미술은 선사시대에 속하는 크레타·미케네의 미술이, 그 후의 시대인 그리스 미술과 비교하여 미적 감각이나 미술상의 양식에 있어서 상당히 다른 것이며, 크레타·미케네의 미술이 반드시 그리스 정신을 나타내는 것이라고 하기는 어렵기 때문이다. 그리스 미술은 극히 조소적(彫塑的)이며, 간소하고 또한 장중(莊重)한 데 대하여, 에게해 미술은 현저하게 회화적·공예적이어서, 기념비적인 조각은 근소한 예외를 빼고 거의 존재하지 않는다. 
원시시대의 그리스 조각도 다른 원시 미개의 민족처럼, 제물 숭배의 시대를 거쳐서 점차로 조각 본래부터의 모양을 갖추어 온 것으로 보인다. 옛 문헌에 따르면 초기시대에 있어서 크소아논이라 불린 최초의 조각상은 나무를 잘라서 소박한 조형(造形)을 시도하여 신상으로서 신전이나 성지에 보존되어 있었다고 전해진다. 그 양식은 극히 경직된 기하학적 형태를 취하고 있었으나, 곧 이어 목조 신상은 석상으로 바뀌고 후에 대형 조각으로 발전해 갔다. 
조각은 초기 단계에 있어서는 대부분이 종교적 목적을 위하여 제작되었다고 생각된다. 이런 작품으로는 신전 본당에 안치되어 있던 신상, 성지에 세워져 있던 신들이나 영웅상(英雄像), 봉납상(奉納像), 신전 건축의 장식 조각, 묘지에 놓여 있던 사자(死者)의 상, 묘비 부조등을 들 수 있다. 이에 대하여 비종교적인 상으로서는 봉납자(奉納者) 자신의 상, 운동 경기의 승리자 상, 저명한 인물의 상 등이 있으나, 이것도 대부분 신에게 바치기 위하여 성지에 놓여진 것으로서, 종교적 목적과 무관하다고는 하기 어렵다.

## 조각
기원전 10세기 말에 이르러 고대 그리스에서는 사람이나 동물을 기하학적 모형으로 표현하는 양식이 나타나 기원전 8세기까지 유행하였다. 기원전 10세기부터 9세기에 걸쳐 성립된 그리스의 폴리스는 기원전 7세기부터 6세기에 걸쳐서 뚜렷한 발전을 하여, 지중해 주변 지역에 식민지를 건설하기 시작하였다. 이 시기, 이집트나 오리엔트와의 접촉하면서 대리석 기념물을 제작하는 방식을 습득하여 고대 그리스 조각은 아르카이크기(고졸기)에 진입한다. 페르시아 전쟁의 승리로 지중해 세계의 패권을 장악한 아테네에서는 5세기 후반부터 이상미를 추구하는 고전기에 돌입하였다. 알렉산드로스 대왕의 동방 원정으로 그리스 문화와 오리엔트 문화가 융합된 헬레니즘 시대에는 고전적인 감정은 격정·흥분에까지 높아지고, 운동은 격동·동요에 이르렀으며, 이러한 헬레니즘적 특성은 로마에까지 계승되었다.

## 건축
그리스 건축 영역의 대부분을 차지하는 것은 신전이며, 또 그리스 건축의 구성의 아름다움과 특색이 특히 신전에 분명히 나타나 있다. 그리스 신전의 가장 오래된 형식은 그 원형(原型)을 메가론이라 불리는 미케네 시대의 주택에서 딴 것이다. 기독교 교회당에서는 갖가지의 양식이 시대에 따라 정면과 내부가 서로 관련해서 발전하고, 또 흔히 내부의 장식이 주요한 과제였다. 반면, 그리스 신전은 신상을 안치하고, 여기에 봉납된 보물 등을 저장하기 위한 집이며, 신자들이 모여 제식을 행하는 장소는 아니였기 때문에, 그리스 신전은 중점이 주로 외부의 형성에 이었다. 
처음에는 전체의 비례나 개개의 부분의 형식이 각각이었으나, 기원전 6세기에 처음으로 엄격하고 때로는 수학적으로 정확한 건축 방식이 만들어졌다. 그리스 신전의 가장 중요한 부분은 건축의 구조상으로 보아 기둥 및 그 위에 얹히는 수평 부재, 즉 엔타블러처이며, 주범 양식은 각부의 비율이나 형태의 차이에 따라 도리아식·이오니아식 및 코린트식의 세 가지로 구별된다.

## 같이 보기
- 그리스의 역사
- 그리스 문화